# Маунт-Кроген (Південна Кароліна)
Маунт-Кроген (англ. Mount Croghan) — місто (англ. town) в США, в окрузі Честерфілд штату Південна Кароліна. Населення — 135 осіб (2020).

## Географія
Маунт-Кроген розташований за координатами 34°46′11″ пн. ш. 80°13′35″ зх. д. / 34.76972° пн. ш. 80.22639° зх. д. (34.769746, -80.226387).  За даними Бюро перепису населення США в 2010 році місто мало площу 1,97 км², уся площа — суходіл.

## Демографія
Згідно з переписом 2010 року, у місті мешкало 195 осіб у 75 домогосподарствах у складі 49 родин. Густота населення становила 99 осіб/км².  Було 84 помешкання (43/км²).
Расовий склад населення:
| - 82,1 % — білих - 7,7 % — чорних або афроамериканців - 5,6 % — осіб інших рас |

До двох чи більше рас належало 4,6 %. Частка іспаномовних становила 7,7 % від усіх жителів.
За віковим діапазоном населення розподілялося таким чином: 26,7 % — особи молодші 18 років, 55,9 % — особи у віці 18—64 років, 17,4 % — особи у віці 65 років та старші. Медіана віку мешканця становила 40,4 року. На 100 осіб жіночої статі у місті припадало 95,0 чоловіків;  на 100 жінок у віці від 18 років та старших — 98,6 чоловіків також старших 18 років.
Середній дохід на одне домашнє господарство  становив 48 476 доларів США (медіана — 46 250), а середній дохід на одну сім'ю — 66 106 доларів (медіана — 65 250). За межею бідності перебувало 17,2 % осіб, у тому числі 16,0 % дітей у віці до 18 років та 20,0 % осіб у віці 65 років та старших.
Цивільне працевлаштоване населення становило 53 особи. Основні галузі зайнятості: освіта, охорона здоров'я та соціальна допомога — 30,2 %, виробництво — 20,8 %, роздрібна торгівля — 13,2 %, транспорт — 11,3 %.